# ファニャーノ・オローナ
ファニャーノ・オローナ（伊: Fagnano Olona）は、イタリア共和国ロンバルディア州ヴァレーゼ県にある、人口約12,000人の基礎自治体（コムーネ）。

## 地理

### 位置・広がり

#### 隣接コムーネ
隣接するコムーネは以下の通り。括弧内のCOはコモ県所属を示す。
- ブスト・アルシーツィオ
- カイラーテ
- カッサーノ・マニャーゴ
- ゴルラ・マッジョーレ
- ロカーテ・ヴァレジーノ (CO)
- オルジャーテ・オローナ
- ソルビアーテ・オローナ

### 地震分類
イタリアの地震リスク階級 (it) では、4 に分類される
。

## 行政

### 分離集落
ファニャーノ・オローナには、以下の分離集落（フラツィオーネ）がある。
- Balzarine, Bergoro, Fornaci, San Martino